# Coll de Madrona
El Coll de Madrona és una collada situada a 946,2 metres d'altitud en el límit dels termes municipals de la Baronia de Rialb, a la Noguera, i d'Isona i Conca Dellà (antic terme de Benavent de Tremp), al Pallars Jussà.
Es troba a la carena que separa les comarques de la Noguera i el Pallars Jussà, al sud-sud-oest del Cogulló de Sant Quiri, a la Serra del Grau de Moles, entre la Roca de la Dama (al nord) i el Grau de Moles, pròpiament dit, (al sud). Sota seu, en el vessant pallarès (oest) s'estén la partida de lo Coll de Madrona.